# Marian Jurczyński
Marian Jurczyński (ur. w 1939) – polski lekkoatleta, specjalizujący się w biegach długodystansowych. Dwukrotny mistrz Polski w biegu maratońskim.

## Osiągnięcia
- Mistrzostwa Polski seniorów w lekkoatletyce (3 medale)[3]
  - Warszawa 1962 – brązowy medal w biegu na 10 000 metrów
  - Łódź 1964 – złoty medal w maratonie
  - Szczecin 1965 – złoty medal w maratonie